# Arroyo de los Patos
Arroyo de los Patos é uma comuna da província de Córdoba, na Argentina.